# Johan Matzschaus
Johan Matzschaus, född 27 juni 1683 i Danzig, död 17 februari 1747 i Visby, var en svensktysk fältskär.
Johan Matzschaus studerade kirurgi i Danzig och troligen även i Hamburg och kom på 1690-talet till Stockholm, där han först var biträdande fältskär vid Livregementet. Han blev 1707 kompanifältskär och medföljde som sådan överste Gustaf Adam Taubes dragoner vid marschen till Poltava. Efter fångenskap i Ukraina återkom han 1710 till Sverige. Han förestod regementsfältskärstjänsten vid Norra skånska kavalleriregementet 1712–1720, varunder han två gånger följde regementet till Norge. Matzschaus bosatte sig 1723 i Visby, där han 1733 var stads- och provinsialfältskär. Från 1733 innehade han även krogrörelse i Visby och blev slutligt bryggareålderman där.